# وزارة الإسكان والأشغال (باكستان)
وزارة الإسكان والأشغال (بالأردوية: وزارتِ عمل و اقامت کاری)‏ هي وزارة على مستوى مجلس الوزراء في حكومة باكستان يرأسها وزير الإسكان والأشغال الباكستاني، الذي يجب أن يكون عضوًا منتخبًا في البرلمان الباكستاني (مجلس شورى باكستان) . والرئيس الإداري للوزارة هو السكرتير الاتحادي للإسكان.
وتتولى الوزارة مسؤولية حيازة وتطوير المواقع بالإضافة إلى إنشاء وصيانة مباني الحكومة الاتحادية. وتشارك بنشاط في تنسيق الأعمال المدنية، والميزانية، وتثبيت واسترداد الإيجارات من المباني المملوكة/المستأجرة والمطلوبة من قبل الحكومة الباكستانية.

## ًروابط خارجية
- الموقع الرسمي